# Berenice (Egito)
A antiga cidade de Berenice ou  Berenice Troglodítica (Berenice Troglodytica), na costa do mar Vermelho, foi fundada e nomeada por Ptolomeu II Filadelfos em honra da sua mãe. Tornou-se um porto comercial em 275 a.C. Construída na cabeça do golfo Sino Imundo (Sinus Immundus), seu porto está atualmente assoreado. 
No interior encontra-se o que resta das minas de esmeraldas de Wadi Sakait, que foram exploradas desde a era faraónica até à era romana. 
As ruínas do templo de Semíramis construído por Trajano e Tibério estão próximas da cidade moderna. Nas paredes do templo, estão representações do imperador romano Tibério ante o deus Mim, e noutras, mostra oferendas à divindade das Minas Verdes. 
Por quatro ou cinco séculos, Berenice foi um ponto importante nas rotas entre Índia, Arábia e Alto Egito. Por uma estrada ladeada por bombas de água (hydreumata) em direção noroeste, através do deserto até ao rio Nilo chega-se a Copto. A costa é delineada por vegetação tropical em pantanais e intocadas baías e cabos. A ilha de Zabargad, um fenómeno geológico, é famosa pela fonte da semipreciosa olivina, extraída aqui desde 1 500 a.C. até meados do século XX. Da colina Peridot, é possível ver azuis lagos, ricos em vida marina e lar de muitos golfinhos. 
Berenice é famosa pela sua pesca e por ter algumas das melhores termas do Egito.